# Michael McElhatton
Michael McElhatton (Dublin, 12 de setembro de 1963) é um ator e escritor irlandês. É conhecido por interpretar o papel de Roose Bolton na série da HBO Game of Thrones, da segunda à sexta temporada (2012–2016). Ele também desempenhou papéis de grande destaque em I Went Down (1997), Saltwater (2000), Albert Nobbs (2011), Pentecost (2012), The Fall (2013), The Zookeeper's Wife (2017), Chernobyl (2019), Das Boot (2020), The Alienist: Angel of Darkness (2020), The Wheel of Time (2021), Jack Ryan (2022) e The Long Shadow (2023).

## Vida pregressa
McElhatton nasceu em 12 de setembro de 1963 em Terenure, um subúrbio no sul de Dublin. Ele começou a estudar atuação na Terenure College, e depois passou oito anos em Londres, onde se formou na Royal Academy of Dramatic Art em 1987. McElhatton retornou à Irlanda no início dos anos noventa, onde começou sua carreira de ator principalmente no teatro e na televisão.

## Carreira
Ele apareceu em um curta-metragem intitulado The Loser em 1990. Em 1996, foi dirigido por John Carney no filme November Afternoon, no qual interpreta o personagem principal. No final dos anos noventa e início dos anos 2000, McElhatton apareceu em I Went Down (1997), Saltwater (2000), Blow Dry (2001), e The Actors (2003). Entre 2000 e 2002, McElhatton ganhou fama ao aparecer nas comédias de situação Paths to Freedom e Fergus's Wedding. Além de atuar, ele também assumiu o papel de roteirista, escrevendo o roteiro de todos os episódios. O personagem Rats em Paths to Freedom (2000), que ele escreveu e estrelou, se tornou popular com o público e permitiu que fosse adaptado para um longa-metragem inteiro Spin the Bottle (2003). À medida que sua carreira avançava, McElhatton continuou interpretando personagens secundários em filmes de diretores como Lenny Abrahamson, John Boorman e Kari Skogland. McElhatton também apareceu em Perrier's Bounty (2009), e Death of a Superhero (2011).
Em 2012, McElhatton se juntou ao elenco da série de televisão da HBO Game of Thrones, começando na segunda temporada, interpretando o personagem do senhor da guerra Roose Bolton. A partir da quinta temporada ele foi promovido a regular da série.
Em 2013, ele apareceu em The Fall, ao lado de Gillian Anderson e Jamie Dornan . Em 2015, ele interpretou um dos protagonistas do filme de terror The Hallow, que foi apresentado no Festival de Cinema de Sundance de 2015.
Em 2019, ele apareceu no elenco da série Chernobyl (2019) interpretando Andrei Stepashin. Em 2020, foi o inspetor adjunto Thomas O'Leary em Das Boot (2020), e estrelou a série The Alienist: Angel of Darkness (2020).
Em 2021, McElhatton apareceu como Tam al'Thor na adaptação de The Wheel of Time (2021) no Amazon Prime Video.

## Filmografia

### Filme
| Year | Title                            | Role                    | Notes      |
| ---- | -------------------------------- | ----------------------- | ---------- |
| 1990 | The Loser                        | Eddie                   | Curta      |
| 1996 | November Afternoon               | John                    |            |
| 1997 | I Went Down                      | Johnner Doyle           |            |
| 1997 | All Souls' Day                   |                         |            |
| 1998 | To the Mountain                  |                         | Curta      |
| 1998 | Crush Proof                      | Detetive Sergeant Hogan |            |
| 1999 | Between Dreams                   | Mr. Fitzsimons          | Curta      |
| 1999 | Underworld                       | Jimmy                   | Curta      |
| 2000 | Saltwater                        | John Traynor            |            |
| 2001 | Blow Dry                         | Robert                  |            |
| 2001 | Zulu 9                           | Garda Dispatcher        | Short film |
| 2002 | Ape                              | Dandy Dance             | Curta      |
| 2003 | The Actors                       | Jock                    |            |
| 2003 | Intermission                     | Sam                     |            |
| 2003 | Spin the Bottle                  | Rats                    |            |
| 2004 | Waterloo Dentures                | Captão                  | Curta      |
| 2004 | Mickybo and Me                   | Mechanic                |            |
| 2004 | Adam & Paul                      | Martin                  | Voz        |
| 2004 | God's Early Work                 | God                     | Curta      |
| 2005 | George                           |                         | Curta      |
| 2005 | English                          |                         | Curta      |
| 2006 | The Tiger's Tail                 | Dr. Alex Loden          |            |
| 2007 | The Martyr's Crown               | Policial                | Curta      |
| 2008 | Spacemen Three                   | Dr. Yuri Semyonov       | Curta      |
| 2008 | Fifty Dead Men Walking           | Robbie                  |            |
| 2008 | The Man Inside                   | Locksmith               | Curta      |
| 2009 | Perrier's Bounty                 | Ivan                    |            |
| 2009 | Happy Ever Afters                | Detetive Norman Ginty   |            |
| 2010 | Parked                           | Frank                   |            |
| 2011 | Pentecost                        | Pat Lynch               | Curta      |
| 2011 | Albert Nobbs                     | Mr. Moore               |            |
| 2011 | Death of a Superhero             | James Clarke            |            |
| 2012 | Shadow Dancer                    | Liam Hughes             |            |
| 2013 | The Food Guide to Love           | Famine narrator         | Voz        |
| 2014 | The Legend of Longwood           | The Black Knight        | Voz        |
| 2015 | The Hallow                       | Colm Donnelly           |            |
| 2016 | Norm of the North                | Laurence                | Voz        |
| 2016 | Mammal                           | Matt                    |            |
| 2016 | The Autopsy of Jane Doe          | Sheriff Sheldon         |            |
| 2016 | Handsome Devil                   | Walter Curly            |            |
| 2016 | The Siege of Jadotville          | McEntee                 |            |
| 2017 | The Zookeeper's Wife             | Jerzyk                  |            |
| 2017 | King Arthur: Legend of the Sword | Jack's Eye              |            |
| 2017 | The Foreigner                    | Jim Kavanagh            |            |
| 2017 | Justice League                   | Terrorista              |            |
| 2019 | The Last Right                   | Frank Delaney           |            |
| 2019 | Arracht                          | Tenente                 |            |
| 2019 | Togo                             | Jafet Lindeberg         |            |
| 2021 | The Last Duel                    | Bernard Latour          |            |

### Televisão
| Ano       | Título                         | Papel                           | Notas                         | Ref.  |
| --------- | ------------------------------ | ------------------------------- | ----------------------------- | ----- |
| 1997      | Ballyseedy                     | Comdt. Ed. Breslin              | Filme para TV                 |       |
| 1999      | Vicious Circle                 | Garrett                         | Filme para TV                 |       |
| 1999      | The Ambassador                 | Commander 2                     | Episódio: "Vacant Possession" |       |
| 1999      | Vicious Circle                 | Garrett                         | Filme para TV                 |       |
| 2000      | Paths to Freedom               | Raymond 'Rats' Doyle            | 6 episódios                   |       |
| 2001      | Rebel Heart                    | Cathal Brugha                   | 3 episódios                   |       |
| 2002      | Fergus's Wedding               | Fergus Walsh                    | 4 episódios                   |       |
| 2006      | Hide & Seek                    | Paul Holden                     | 4 episódios                   |       |
| 2007      | My Boy Jack                    | Leo Amery MP                    | Filme para TV                 |       |
| 2010      | Your Bad Self                  |                                 | 6 episódios                   |       |
| 2010      | The Santa Incident             | Ross                            | Filme para TV                 |       |
| 2011      | Zen                            | Ernesto Heuber                  | Episódio: "Ratking"           |       |
| 2012–2016 | Game of Thrones                | Roose Bolton                    | 19 episódios                  | [ 7 ] |
| 2013      | The Fall                       | Rob Breedlove                   | 4 episódios                   |       |
| 2013      | Ripper Street                  | Commissioner James Monro        | 2 episódios                   |       |
| 2013      | The Ice Cream Girls            | Brian                           | 3 episódios                   |       |
| 2014      | New Worlds                     | John Hawkins                    | 3 episódios                   |       |
| 2015      | Strike Back: Legacy            | Oppenheimer                     | 2 episódios                   |       |
| 2016      | Mammon                         | Melanie Holly, CIA Agent        | 2 episódios                   |       |
| 2017–2018 | Genius                         | Philipp Lenard / Jonas Salk     | 4 episódios                   |       |
| 2018      | Agatha and the Truth of Murder | Sir Arthur Conan Doyle          | Filme para TV                 |       |
| 2019      | The Rook                       | Lorik                           | 4 episodes                    |       |
| 2019      | Chernobyl                      | Andrei Stepashin                | Episódio: "Vichnaya Pamyat"   |       |
| 2019      | Ant & Dec's DNA Journey        | Voiceover                       | Documentário                  |       |
| 2020      | Das Boot                       | Deputy Inspector Thomas O'Leary | 4 episódios                   |       |
| 2020      | The Alienist                   | Dr. Markoe                      | 6 episódios                   |       |
| 2021      | The Wheel of Time              | Tam al'Thor                     |                               | [ 8 ] |
| 2023      | Jack Ryan                      | Bill Tuttle                     | 6 episódios                   | [ 9 ] |
| 2023      | The Long Shadow                | Ronald Gregory                  |                               |       |

### Jogos de vídeo
| Ano  | Título                            | Papel de voz  | Ref. |
| ---- | --------------------------------- | ------------- | ---- |
| 2013 | Assassin's Creed IV: Black Flag   | Vance Travers |      |
| 2019 | Final Fantasy XIV: Stormblood     | Caio Baelsar  |      |
| 2019 | Final Fantasy XIV: Shadowbringers | Caio Baelsar  |      |

## Prêmios e indicações
- Indicação ao prêmio IFTA de 2003, Melhor Ator – Filme por "Spin the Bottle"[10]
- Indicação ao prêmio IFTA de 2003, Melhor roteiro por "Spin the Bottle" – Ian Fitzgibbon/Michael McElhatton/Grand Pictures[10]
- Indicação ao prêmio IFTA de 2007, Melhor Ator – Televisão por "Hide & Seek"[11]
- Indicação ao prêmio IFTA de 2013, Melhor Ator Coadjuvante – Filme por "A Morte de um Super-herói"[12]
- 20ª indicação ao Screen Actors Guild Awards, Melhor Performance de Elenco em Série Dramática[13]